# Gitta Thys
Gitta Thys is een personage uit de Vlaamse soapserie Thuis. Zij werd gespeeld door Astrid Annicaert vanaf aflevering 2844 (2010) en verliet in aflevering 2910 (2011) de reeks, maar dook in aflevering 3048 (vanaf 31 oktober 2011) weer op.

## Biografie
Wanneer Gitta bij de politie werkt leert zij Tim Cremers kennen. Al snel worden de twee verliefd op elkaar en gaan ze bij elkaar wonen. Alles loopt goed, tot de ex van Tim, Katrien Snackaert, opnieuw gevoelens krijgt voor hem. Katrien probeert Tim te verleiden en dit lukt langzaam maar zeker. Wanneer Tim promotie krijgt bij de politie en Gitta niet, wordt ze boos omdat 'zij dit meer verdient dan hij'. Tim is eerlijk tegen Gitta en vertelt haar dat hij meer voelt voor Katrien. Gitta verlaat de serie.
Eind oktober 2011 keert ze terug wanneer ze meewerkt aan het onderzoek naar de verdwijning van Fien Roels, die vermoord blijkt te zijn. Na dat onderzoek verdwijnt ze weer uit beeld.
Op 23 november 2015 komt Gitta weer in beeld tijdens de gijzeling van Sam en Emma bij de kabouters. Duidelijk wordt hier dat ze ondertussen commissaris is. 